# 세계 무역 센터 (1973년~2001년)

1993년부터 2001년까지 쓰였던 세계 무역 센터 로고

세계 무역 센터(世界貿易-, World Trade Center, WTC)는 미국 뉴욕 맨해튼에 위치했던 거대 복합 건물이다. 이 쌍둥이 빌딩은 1973년 4월 4일에 개장하여 28년 동안 운영되었으나 9.11 테러로 인해 2001년 9월 11일 아침에 붕괴되었다. 같은 날 오후에는 쌍둥이 빌딩 붕괴로 인한 충격으로 7 월드 트레이드 센터 또한 붕괴하였다. 이 복합 단지의 다른 건물 또한 쌍둥이 빌딩의 붕괴로 심각하게 손상을 입었으며, 이 잔해들은 철거되었다.
이 복합단지가 완공될 시점에서 1 월드 트레이드 센터는 417m, 2 월드 트레이드 센터는 415m로 세계에서 가장 높은 빌딩이었다. 그 외에 복합 단지에 속한 건물에는 메리어트 월드 트레이드 센터, 4 월드 트레이드 센터, 5 월드 트레이드 센터, 6 월드 트레이드 센터, 7 월드 트레이드 센터가 있었다. 이 모든 건물은 1975년부터 1985년 사이에 개장했으며, 건설 비용으로 4억 달러(2014년 기준 23억 달러)가 들었다. 이 복합단지는 뉴욕 시 파이넨셜 디스트릭트에 위치해 있으며 총면적 1,240,000m²를 차지했다.
세계 무역 센터는 1975년 2월 13일 대형 화재가 발생했고 1993년 2월 26일 한차례 폭탄 테러를 당했으며, 1998년 1월 14일 뱅크 오브 아메리카에서 강도 사건이 발생했고 1998년 항만위원회가 세계 무역 센터의 민영화를 결정하고 민간 기업에 건물을 임대하기로 했다. 결국 2001년 7월 실버슈타인 부동산에 임대했다.
2001년 9월 11일 아침, 알카에다의 사주를 받은 테러범이 보잉 767 2기를 납치하여 오전 8시 46분에 북쪽 건물, 오전 9시 3분에 남쪽 건물에 충돌하는 테러를 일으킨다. 화재 56분 후인 오전 9시 59분 남쪽 건물이 붕괴했으며 그로부터 29분 후인 10시 28분에는 북쪽 건물도 붕괴했다. 이 세계 무역 센터 테러로 2,763명이 사망했다. 빌딩에서 파편이 떨어지면서 여러 주변 건물에 떨어지며 화재가 발생했고, 복합 단지 내의 나머지 모든 건물이 붕괴하고 세계 금융 센터와 도이체방크 빌딩 등 기타 10여개 건물에 피해를 입었다. 이 과정에서 세계 무역 센터 단지 내 3개 건물이 화재로 인한 구조적 손상으로 붕괴했으며, 북쪽 건물이 붕괴하면서 그 파편이 인근의 7 세계 무역 센터로 떨어져 손상을 입고 화재가 발생했으며, 결국에는 붕괴되었다. 붕괴 이후 세계 무역 센터의 잔해를 청소 및 정리하는데 8개월이 걸렸다.
10년이 더 지나서 세계 무역 센터의 잔해 주변에 신 세계 무역 센터가 건설되었다. 이 잔해에는 고층 빌딩 6채와 9.11 테러의 추모 공간인 국립 9·11 테러 메모리얼 & 박물관, 새로운 PATH 역이 개통되었다. 미국에서 가장 높은 건물인 원 월드 트레이드 센터는 약 100여층에 달하는 복합 건물이며, 2014년 11월 완공되었다.

## 세계 무역 센터 이전

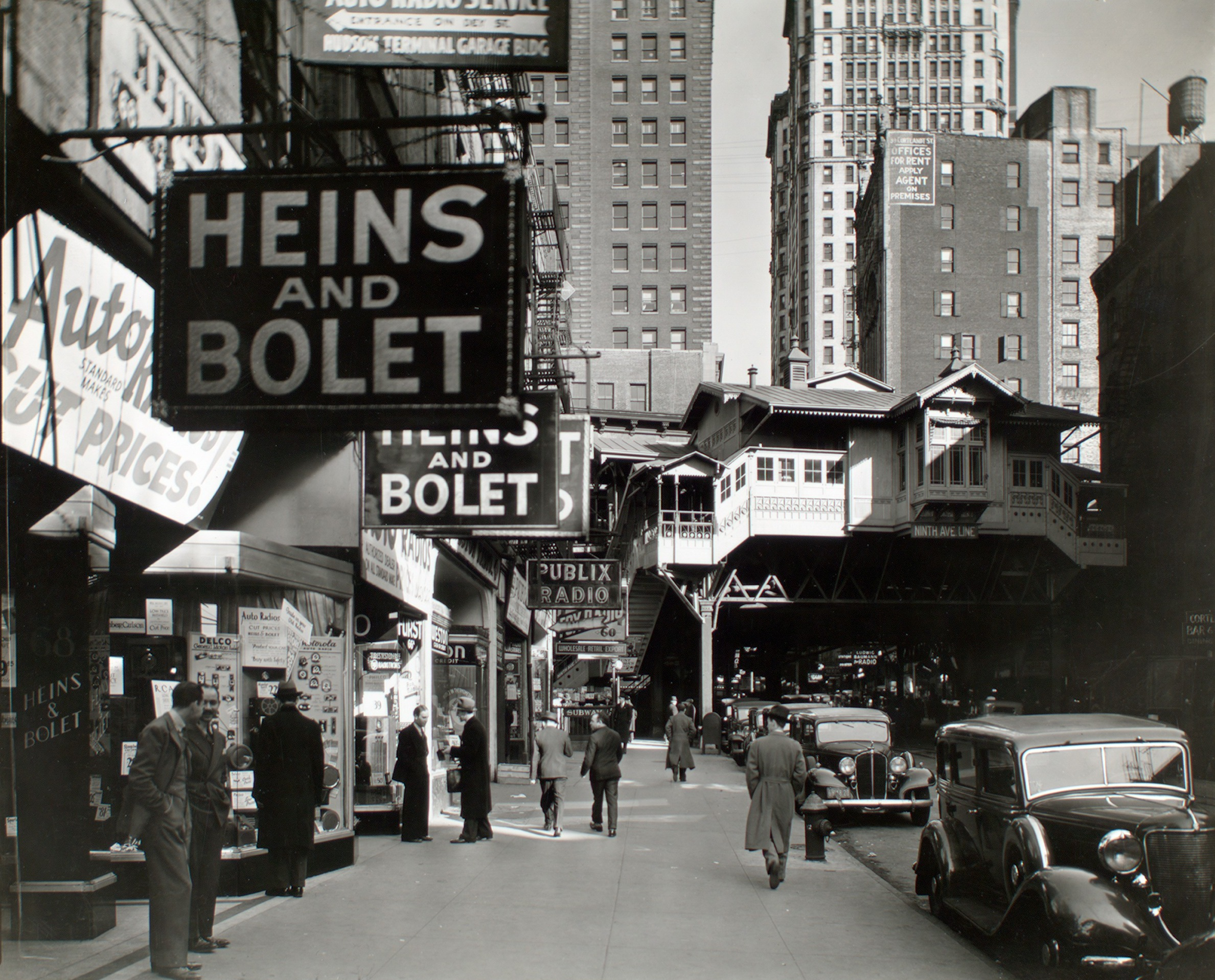
1936년 촬영한, 배경에 코틀랜드가 역이 보이는 라디오 로우. 베레니스 에버트 촬영.

세계 무역 센터 자리의 서쪽 부분은 원래는 허드슨강에 잠겨 있던 곳으로 원래 해안선은 그리니치 가 부근에 위치했다. 그리니치 가와 과거 데이 가의 교차로 부근에 있는 해안선에 최초로 도달했던 사람은 네덜란드인 탐험가 아드리앙 블록의 배 티거에 탑승했던 탐험단으로 1613년 11월 홀수선에 불이 나 좌초되어 섬에 상륙했다. 그들은 맨해튼에서 유럽인 최초로 정착지를 만들었다. 선박 유적은 1797년 해안선이 확장되면서 매립지 속으로 묻혔고, 1916년 발굴 작업 도중 이 배 유적을 발견했다. 18세기에 상륙했던 또 다른 배 유해는 2010년 현장 굴착 작업 도중 발견되었다. 허드슨강으로 향하던 것으로 추정되는 이 슬루프 유해는 세계 무역 센터의 남쪽 타워가 서 있었던 자리 표면 6m 아래에서 발견되었다.
이 지역은 나중에 라디오 로우가 되었다. 1921년부터 1966년까지 존재했던 라디오 로우는 파이낸셜 디스트릭트의 로어 웨스트사이드에 있던 창고 지역이었다. 해리 솅크가 1921년 코틀랜드가에서 뉴욕 도시 라디오 방송국을 처음 개국했고, 이후 이 지역은 코틀랜드가를 중심으로 한 전자 제품 시장 거리가 되었다. 중고 라디오, 전쟁 잉여물자 (AN/ARC-5 등), 폐품, 부품등을 거리에 넘쳐날 정도로 쌓아두었고 수집가들이나 고물상에서 이것들을 가져가기도 했다. 이 곳에서 근무했던 한 작가의 말을 따르면 미국 내 전자 부품 유통 산업의 기원이 된 곳이 이 라디오 로우 지역이라고 말한다.
뉴욕 시에 세계무역센터를 건설하자는 계획은 1943년 처음 나왔다. 뉴욕 주의회는 당시 뉴욕주의 주지사였던 토머스 듀이의 건설 프로젝트 계획에 대한 예산안을 승인했으나 이 계획은 1949년 보류되었다. 1940년대 말에서 1950년대에는 뉴욕 시의 경제성장으로 미드타운 맨해튼이 급속도로 발전하였다. 로어 맨해튼의 도시 재개발을 돕기 위해, 데이비드 록펠러는 항만청에게 로어맨해튼 지역에 세계무역센터를 건설하자고 제안한다.
이후 1961년 뉴욕 뉴저지 항만공사에서 세계 최초의 세계 무역 센터의 건설을 결정하면서 베시 가, 처치 가, 리버티 가, 웨스트 사이드 고속도로 등지에 위치한 라디오 로우의 토지 징수 및 철거 계획을 수립한다. 이들에겐 2가지 선택이 있었는데 하나는 사우스스트리트시포트 근처의 로어맨해튼 동쪽 지역이였으며 다른 하나는 허드슨 및 맨해튼 철도 종착역인 허드슨 역 근처 서쪽 지역이었다.(p. 56) 1961년 공개된 초기 계획은 세계 무역 센터 건설을 위해 이스트 강 유역을 확장시킨다는 것이었다. 이중 국가 기관이었던 뉴욕 뉴저지 항만공사는 건설 계획을 뉴욕주 및 뉴저지주 주지사 모두에게 승인을 받아야 했다. 당시 뉴저지 주지사였던 로버트 B. 메이너는 뉴욕의 3억 3500만 달러 규모 건설 계획 예산에 반대했다. 1961년 말이 되면 뉴저지 주지사 메이너와의 협상은 교착 상태가 되었다.
이때, 뉴저지의 허드슨 및 맨해튼 철도(H&M)의 이용자수는 1927년 1억 1300만명에서 1958년 허드슨강에 여러 자동차 터널 및 교량이 개통하면서 2600만명으로 급감했다. 1961년 12월 항만청 국장 어스틴 조셉 토빈과 새로 선출된 뉴저지 주지사 리차드 조셉 휴즈와의 대담에서 항만청은 허드슨 및 맨해튼 철도를 인수하고 PATH로 탈바꿈하기로 했다. 또한, 항만공사는 뉴저지에서 도착한 통근자들을 위하여 로어맨해튼 서쪽의 허드슨 역 부지로 세계 무역 센터 계획을 옮기기로 했다. 항만공사의 프로젝트 위치 변경 및 H&M의 인수 제안 끝에, 뉴저지 주지사는 세계 무역 센터 프로제그를 지원하기로 합의했다. 라디오 로우에 자리잡은 상점들을 위한 보상금으로 항만공사에서는 그곳에서 얼마나 있었는지, 사업을 어떻게 운영했는지에 상관없이 각 상점마다 3천달러를 지원하기로 했다.(p. 68) 1964년 3월 세계 무역 센터 부지 구입을 완료한 후 1965년 3월 라디오 로우 지역은 완전히 해체하기 시작했다. 1966년이 되면 부지 정리가 거의 끝나 있었다.
이제, 이 프로젝트의 시작을 위해서는 당시 뉴욕 시장이었던 존 린제이와 뉴욕 시의회의 승인이 필요했다. 시와 항만공사는 세금 문제를 중심으로 불화를 겪었다. 1966년 8월 3일, 세계 무역 센터의 입주자들에게 걷은 돈의 일부분을 세금 대신하여 항만공사가 매년 뉴욕 시에 돈을 지불하기로 하면서 합의를 끝마쳤다. 이후 몇년 동안 이 지불액은 부동산세의 증가 정도와 비슷하게 늘어났다.

## 디자인과 건설

### 디자인

세계 무역 센터 쌍둥이 빌딩의 층 설계도 및 엘리베이터 배치도

1962년 9월 20일, 항만공사는 주 건축가 미노루 야마사키 및 보조 건축가 에머리 로스가 디자인한 건축물을 짓겠다고 발표했다. 야마사키는 쌍둥이 빌딩을 만들 계획이었는데, 원래 계획은 80층 높이로 지으려고 했으나 항만공사가 오피스 공간으로 930,000 m²을 만족해야 한다는 요구를 하여 결국 110층 높이가 되었다.
1964년 1월 18일 공개된 야마사키의 세계 무역 센터 디자인에서 각 면마다 63m 정도의 광장을 세울 계획이었다. 이 건물은 창이 약 46cm로 좁게 설계되었는데, 이는 야마사키 자신이 가지고 있던 고소공포증과 건물 거주자가 안전하다고 느낄 수 있도록 설계하도록 요구한 것의 합작품이었다. 야마사키의 디자인에는 알루미늄 합금으로 이루어진 건물 외관도 있었다. 세계 무역 센터는 미국에서 르 코르뷔지에의 건축 가치가 가장 잘 드러난 건물 중 하나였고, 야마사키의 모더니즘 경향 디자인이 드러난 건물이었다.

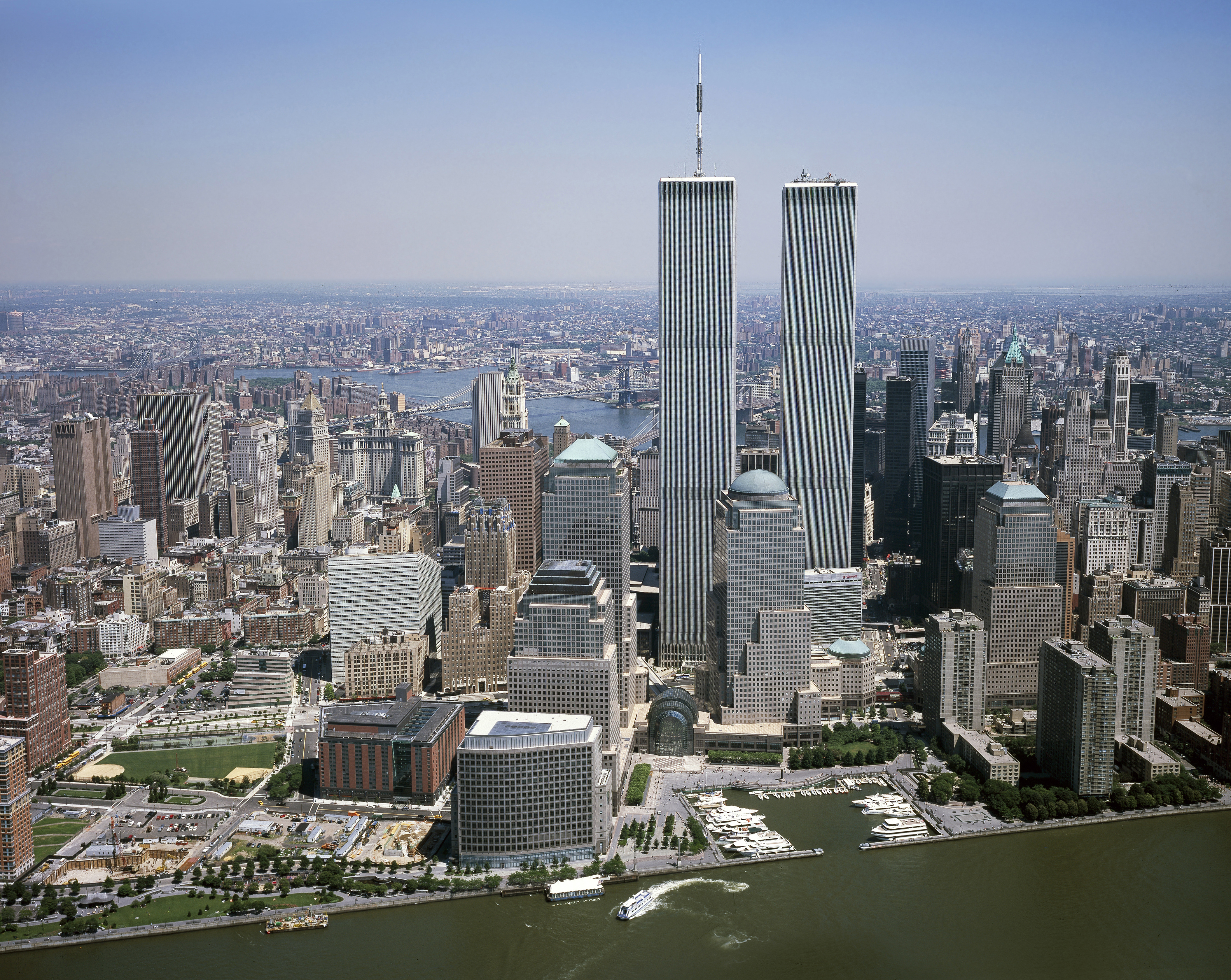
세계 금융 센터와 배터리파크시티를 촬영한 사진. 뒤에 간척지에 건설한 세계 무역 센터가 보인다.

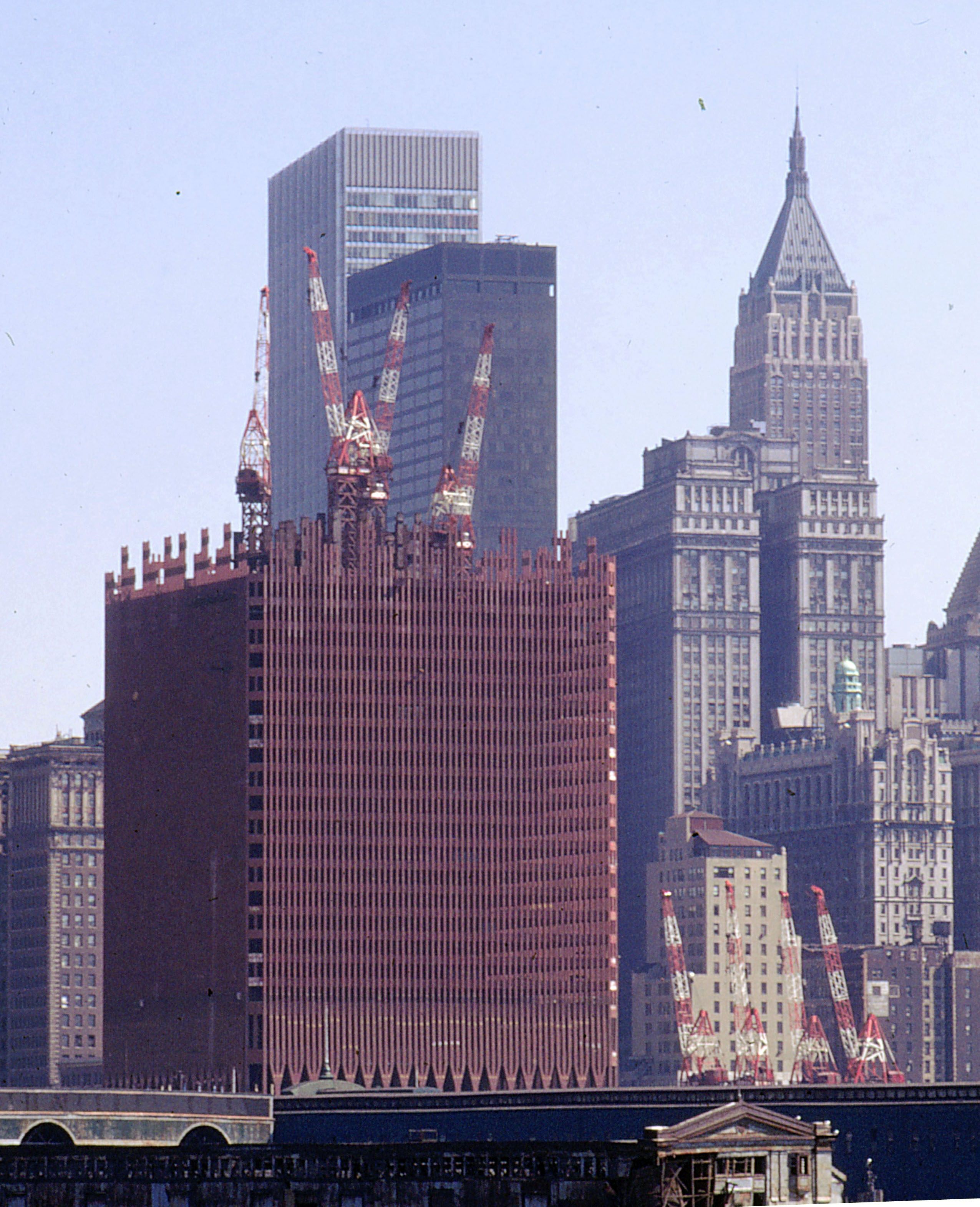
1969년 말 건설중인 세계무역센터

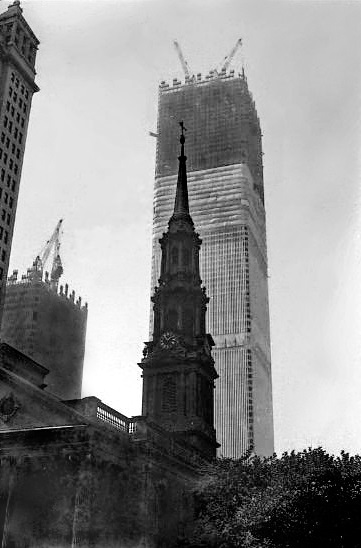
1970년 건설중인 세계무역센터

빌딩 높이에 제한을 받는 주요한 원인은 엘리베이터 문제였다. 건물이 높아질수록 더 많은 엘리베이터가 필요하고, 그로 인해 빌딩에서 엘리베이터가 차지하는 면적이 점점 넓어졌다. 야마사키와 엔지니어는 대용량 고속 엘리베이터로 한 지점에 모이게 한 다음 각 층으로 가는 로컬 엘리베이터를 두는 스카이로비라는 새로운 방식을 채택했다. 이 시스템은 뉴욕 지하철의 로컬 지하철 시스템에서 본따왔으며, 같은 엘리베이터 샤프트 내에서 여러 로컬 엘리베이터를 쌓을 수 있었다. 스카이로비는 각 건물의 44층과 78층에 설치되었으며, 엘리베이터를 효율적으로 사용하고 엘리베이터 샤프트 수를 줄여서 각 층마다 사용할 수 있는 공간이 62~75% 증가하였다. 이에도 불구하고 세계 무역 센터 내에는 총 95개의 엘리베이터가 있었다.
구조 엔지니어링 회사인 워딩턴, 스킬링, 헬레&잭슨 등이 야마사키의 디자인을 만들기 위해서 튜브 프레임 구조 시스템을 쌍둥이 빌딩에 적용하기로 했다. 항만공사의 엔지니어링부가 토질공학을, 조셉 R. 로링&어소시에츠가 전기공학을, 자로스, 바움&볼레가 기계공학 부분을 맡았다. 세계 무역 센터 프로젝트의 종합 건설 업자는 티쉬맨 부동산 및 건설이 맡았다. 항만공사의 세계 무역부 국장인 가이 프레드릭 토졸리와 항만공사의 수속 엔지니어인 리노 M. 몬티가 이 프로젝트의 총감독을 맡았다. 항만공사는 여러 주에 속한 기관이었기 때문에 빌딩 코드를 포함한 뉴욕 시의 규정과 지방법을 따르는 대상이 아니였다. 그럼에도 불구하고 세계 무역 센터 구조 엔지니어는 1968년 재정된 새로운 건축법 초안에 따라 공사를 진행했다.
파즐라 칸이 처음 도입한 튜브 구조는 건물의 하중을 지지하기 위해 건물 내부에 기둥을 넣은 전통적인 건축 양식과는 달리 바깥 부분에 기둥을 박는 새로운 방식이었다. 세계 무역 센터는 하중을 지탱하는 주변부의 강철 기둥을 피렌들 프러스 형태로 배치하여 강하고 단단한 벽 구조를 형성하여 서로 밀접하게 이어지며 바람과 같은 거의 대부분의측면 부하를 지지하고 핵심 코어로 하중을 보내주도록 했다. 측면에 한 면당 59개씩 박은 기둥구조는 조립식 모듈로 이루어졌으며, 각각의 기둥은 3층 높이로 3개씩 스펜드렐 판으로 연결되었다. 스펜드렐 판은 제조 과정에서 모듈 조각을 만들기 위해 미리 열용접한 상태로 가져왔다. 인접한 모듈끼리 기둥과 스펜드렐 판의 중간에서 접합부를 통해 서로 이어갔다. 스펜드렐 판은 각 층마다 존재해서 기둥 사이 전단 응력을 전달하여 횡하중 저항에서 서로서로 버틸 수 있게 하였다. 모듈 사이 접합은 같은 층에서 인접 모듈끼리 서로 접합할 일이 없도록 수직으로 엇갈리게 이었다.
빌딩의 코어에는 엘리베이터 및 주요 파이프, 화장실, 계단 3개, 기타 지원공간이 있었다. 각 타워의 코어는 27x41m의 직사각형이며, 기반암부터 타워 꼭대기까지 이어진 47개의 강철 기둥이 있었다. 바깥 둘레와 코어 사이 기둥이 없는 공간에는 조립식 바닥 트러스로 브릿지를 두었다. 바닥은 자신의 무게 뿐 아니라 생활 부하까지 감안하여 외부 벽에 횡방향으로 안정성을 주고 외벽 사이 바람 하중을 분산시킨다. 바닥은 약 10 cm 두께의 경량 콘크리트 슬레브로 구성되어 강철 덱 위에 깔렸다. 경량 브릿지 트러스와 메인 트리스가 격자처럼 배치되어 바닥을 지지했다. 이 트러스는 다른 기둥의 경계와 이어지고, 중앙에는 대략 2.03 m를 차지했다. 트러스 꼭대기에는 바깥쪽 스펜드렐과 용접과 볼트로 단단히 연결되어 있고, 안쪽에서는 코어 기둥과 용접되어 있었다. 바닥은 점탄성 댐퍼로 주변 스펜드렐 판과 연결되어 있어 안에 있는 사람이 위아래로 흔들리는 것을 잘 못느끼도록 하였다.
빌딩 꼭대기인 107층에 위치해 있던 햇 트러스는 각 건물 꼭대기에 서 있던 통신용 안테나를 지지하도록 설계했다. 세계 무역 센터에서는 1WTC(북쪽 타워)에만 1978년 실제로 안테나를 장착했다. 이 트러스 구조는 6개의 트러스로 이루어져 있었는데, 2개의 긴 코어 축과 그 주변의 짧은 4개 보조 축으로 이루어졌다. 이러한 트러스 구조는 둘레 기둥과 코어 기둥 사이 부하를 재분배하고 꼭대기 안테나를 지지했다.
철체의 코어와 둘레 기둥에 내화 재료가 뿌려진 보호재로 둘러싸인 튜브 구조는 기존의 건물 구조와 비교하여 두껍고 무거운 내화 처리 벽돌과 강철 기둥으로 만들어진 엠파이어 스테이트 빌딩에 비하여 더 가벼워 바람에 쉽게 흔들렸다.(p. 138) 디자인 과정에서 세계 무역 센터가 구조적으로 힘을 견딜 수 있는지 확인하기 위해 실제 풍압과 디자인을 고려하여 풍동 실험을 하였다. 또한, 건물 안에 있는 사람은 진동이 어떻게 느껴지는지에 대해서도 같이 실험했다. 하지만 많은 실험 구조가 내부의 사람들은 현기증을 느낄 정도로 진동이 심하다는 결과가 나왔다.(p. 139–144) 수석 엔지니어 중 한명이었던 레슬리 로버트슨과 캐나다인 엔지니어 앨런 가넷 데이븐포트는 일부 진동을 흡수할 수 있는 점탄성 댐퍼를 개발했다. 일부 구조적 변경을 통해 바닥 트러스와 주변부 기둥 사이 접합부 전반에 설치된 이 점탄성 댐퍼는 건물의 진동을 허용 가능 수준으로 낮추었다.(p. 160–167)

### 건설
1965년 3월, 항만공사는 세계 무역 센터 부지를 완전히 소유했다. 1966년 3월 21일부터는 세계 무역 센터 건설을 위해 라디오 로우 지역 13개 블록에 달하는 저층건물을 해체하기 시작했다. 1966년 8월 5일에는 세계 무역 센터 기공식을 열었다.
세계 무역 센터 부지는 20m 아래 기반암이 있는 매립지였다. 세계 무역 센터를 건설하기 위해, 부지 웨스트 사이드 고속도로 인근 지역은 허드슨강에서 물이 유입되는 것을 막기 위하여 "욕조"라고 부르는 슬러리 월을 설치해야 했다. 이 슬러리월 공법은 기반 공사에 참여한 항만공사의 수석 엔지니어인 존 케일 주니어가 선택했다. 이 공법은 우선 땅을 판 이후 벤토나이트와 물 혼합물로 이루어진 "슬러리"를 부어 공간을 채운 다음 구멍을 연결하여 지하수를 밖으로 뽑아냈다. 기반을 파내면서 철제 창살을 깔고 콘크리트를 부어 슬러리를 밖으로 빼냈다. 이러한 슬러리월 공사를 끝마치는데 14개월이 걸렸다. 이 작업은 부지 내에서 굴착 활동을 하기 전에 필요했다. 굴착 작업에서 나온 물질 920,000 m³는 맨해튼 해안선을 확장하기 위해 웨스트스트리트에서 배터리파크시티 건너에 부었다.
1967년 1월, 항만공사는 다양한 철강 업체와 약 7400억 달러 규모의 계약을 체결하고 철강 공급 정리를 위해 카를 코흐 철강 컨설팅 회사를 고용했다. 1967년 2월 건설 프로젝트 감독 업체로 티쉬맨 부동산 및 건설업체와 계약을 맺었다. 1968년 8월 북쪽 타워의 건설을 시작했고 1969년 1월 남쪽 타워의 건설을 시작했다. 허드슨 역으로 가는 PATH인 원래 다운타운 허드슨 지하철은 1971년 새 PATH 역이 개통되기 전까지 건설 기간 동안 지상 구간으로 운행했다.
1970년 12월 23일 1WTC(북쪽 타워)에 대한 상량식을 올리고, 1971년 7월 19일 2WTC(남쪽 타워)에 대한 상량식을 올렸다. 1970년 12월 15일에는 세계 무역 센터의 북쪽 타워에 최초의 입주자가 입주했고, 1972년 1월부터 남쪽 타워에서도 입주가 시작되었다. 세계 무역 센터 쌍둥이 빌딩이 완공했을 때 항만공사의 총 비용은 9억 달러에 달했다. 1973년 4월 4일에 리본 커팅식을 가지고 정식으로 완공했다.
쌍둥이 빌딩 외에도 세계 무역 센터 프로젝트에는 저층 건물 4개 건설 계획도 있었으며, 이들은 1970년대 초에 건설을 시작했다. 세계 무역 센터 복합단지 북쪽에 위치한 47층짜리 7 세계 무역 센터는 1980년대 건설했다. 이에도 불구하고 세계 무역 센터 복합단지 블록은 65,000 m²밖에 차지하지 않았다.

### 비판

세계 무역 센터 부지 지도.

세계 무역 센터 계획에는 논쟁이 많았다. 세계 무역 센터가 들어설 부지였던 라디오 로우에는 상업 및 공업 임차인 수백곳, 부동산 소유자, 중소기업, 거주민 수백명이 있었고 이들 대부분은 강제 이주에 거세게 저항했다. 이에 영향을 받았던 중소기업 집단은 항만공사의 징수권 행사에 법원에 금지명령을 신청했다. 이 소송은 미국 연방 대법원까지 올라갔으며 최종심에서 원고 기각 결정(항만공사의 승소)를 내렸다.
사설 부동산 개발업자이자 뉴욕 부동산위원회의 임원이고, 엠파이어 스테이트 빌딩의 소유자였던 로렌스 A. 빈을 중심으로 이미 부동산 시장에 오피스 공급이 과다한 상황에서 또 다른 '보조금이 있는' 오피스 공급이 늘어난 것에 대해 우려하는 입장을 보였다. 세계 무역 센터 자체는 1979년 이후까지도 완전 임차가 이루어지지 않았지만, 다른 건물의 오피스 공간과 비교하여 항만공사가 보조금을 지급했기 때문에 임대료가 더 저렴했다. 또한, 항만공사가 일부에서 "우선순위가 잘못된" 사업이라고 평가하는 이 건설 프로젝트를 꼭 해야하나에 대한 물음도 나왔다.
세계 무역 센터의 디자인에 대해 미국 건축가 연구소(AIA)에서 미학성을 비판했다. 역사 속의 도시(The City in History) 및 기타 도시 계획에 관련된 책을 집필한 비평가 루이스 멈퍼드는 이 프로젝트를 비판하며 새롭게 지을 빌딩이 꼭 "유리와 금속으로 이루어진 파일 케비닛 같다"라고 말했다. 또한, 쌍둥이 빌딩은 "엠파이어 스테이트 빌딩과 크라이슬러 빌딩이 안에 들어갈 만한 상자"와 같다는 묘사가 많았다. 46cm밖에 안되고 기둥에 둘러싸여 있는 세계 무역 센터의 좁은 창문에 대해서도 측면 시야가 매우 제한되었기 때문에 많은 사람들이 이를 싫어했다. 운동가이자 사회학자인 제인 제이콥스는 세계 무역 센터 건설 계획에 반대하면서 뉴욕 시민들이 즐길 수 있는 개방된 해안가로 두어야 한다고 주장했다.
전통적인 조밀한 블록을 대체한 세계 무역 센터 슈퍼블록은 일부 비평가들이 맨해튼의 전형적이고 복잡한 교통망을 끊어먹는 황폐한 환경이라고 비판했다. 예를 들어, 루이스 멈퍼드는 자신의 저서 "The Pentagon of Power"에서 "모든 대도시의 유기적인 생체 조직을 제거해 버리는 목적없는 거인증이자 기술 노출증의 전형적인 사례"라고 비판했다.
몇년 동안, 거대한 어거스틴 J. 토빈 광장은 두 쌍둥이 빌딩 사이 바람이 불 때 벤츄리 효과가 일어나 거센 바람으로 바뀌었다. 실제로 일부 돌풍은 너무 쎄서 보행자들이 가이드라인을 잡고 다녀야 할 정도였다. 1999년 야외 광장은 1200만 달러를 들여 회색, 분홍색 화강암에 대리암으로 포장한 바닥과 새로운 의자, 화분, 레스토랑, 간이 매점, 야외 식사 공간을 추가하여 새로 개장했다.

## 복합단지
타워 내에서는 평일에 하루 평균 5천명이 근무했으며 하루 평균 관람객들은 20만명에 달했다. 이 복합단지는 너무 커서 10048이라는 자체 ZIP 코드를 가졌다. 남쪽 타워 꼭대기에는 탑 오브 더 월드라는 광대한 전망이 보이는 전망대가 있었으며, 북쪽 타워 꼭대기에는 윈도스 온 더 월드라는 레스토랑이 있었다. 쌍둥이 빌딩이 여러 영화와 텔레비전 쇼 및 엽서, 포스터 등에 등장하며 유명해지면서 엠파이어 스테이트 빌딩, 크라이슬러 빌딩, 자유의 여신상과 함께 뉴욕을 대표하는 상징이 되었다.

### 북쪽 및 남쪽 타워

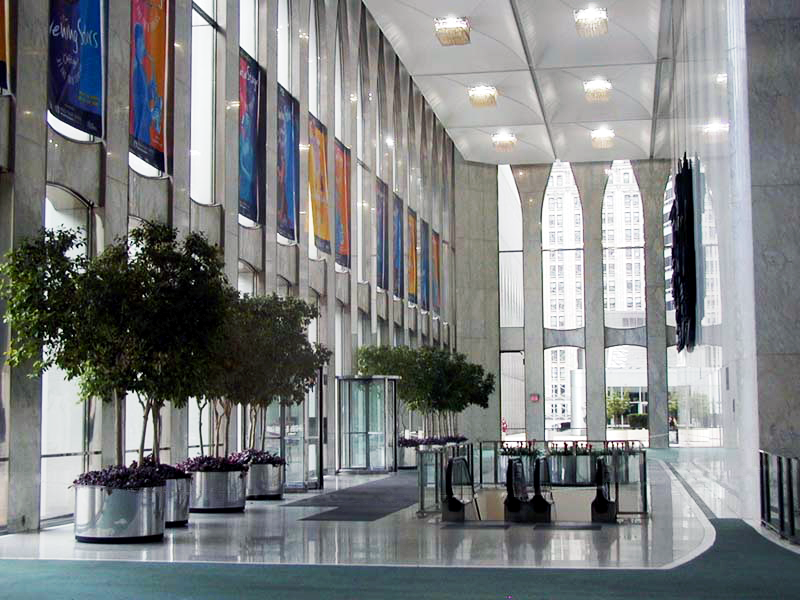
2000년 8월 19일 촬영한 1 WTC의 빌딩 동쪽면 로비.

보통 합쳐서 쌍둥이 빌딩이라고 부르는 1 세계 무역 센터(1WTC)와 2 세계 무역 센터(2WTC)는 미노루 야마사키가 디자인한 건물로 튜브 구조로 이루어져 있어 기둥이나 내력벽 없이 열린 공간을 만들 수 있었다. 이 1, 2 빌딩은 세계 무역 센터의 주요 빌딩이다. 북쪽 타워(1WTC)는 완공 당시 417m 세계에서 가장 높은 건물이었다. 남쪽 타워(2WTC)는 1966년 건설을 시작하여 광범위한 범위에 조립식 부품을 사용하여 건설 속도는 빨랐고, 아직 공사중인 상태인 1970년 12월 북쪽 타워에서 첫 번째 입주가 시작되었다. 1973년 완공된 남쪽 타워는 완공 당시 415m로 세계에서 두번째로 높은 건물이었다. 당시 남쪽 타워의 옥상 전망대는 415m에 위치해 있었고 400m에 실내 전망대가 있었다. 타워 각각은 지상 위에 410m 높이로 서 있었으며, 세계 무역 센터 부지의 총면적 65,000 m²중 4,000 m²을 차지했다. 1973년 기자회견에서 야마사키가 "왜 220층짜리 건물 하나를 세우지 않고 110층짜리 건물 2개를 세웠는가?"라는 질문을 받고 "나는 인간 스케일을 잃고 싶지 않았다"라고 대답했다.
1972년 세계 무역 센터가 완공된 이후, 40년간 세계 최고층 건물 지위를 가지고 있던 엠파이어 스테이트 빌딩을 밀어내고 2년간 세계 최고층 건물 지위에 오르게 되었다. 북쪽 타워는 1978년 지붕 상단에 얹어진 110m짜리 통신용 안테나 및 마스트를 제외하고 417m였다. 110m짜리 안테나를 포함할 경우 북쪽 타워에서 제일 높은 지점은 530m였다. 세계 무역 센터가 가지고 있던 세계 최고층 건물 지위는 1973년 5월 미국 시카고의 윌리스 타워가 440m를 달성하면서 깨지게 된다. 이에도 불구하고 세계 무역 센터는 다른 어떤 빌딩보다 층수가 제일 많았던 빌딩이었다. 이 숫자는 2010년 부르즈 칼리파가 완공되면서야 깨지게 된다.

#### 탑 오브 더 월드 전망대

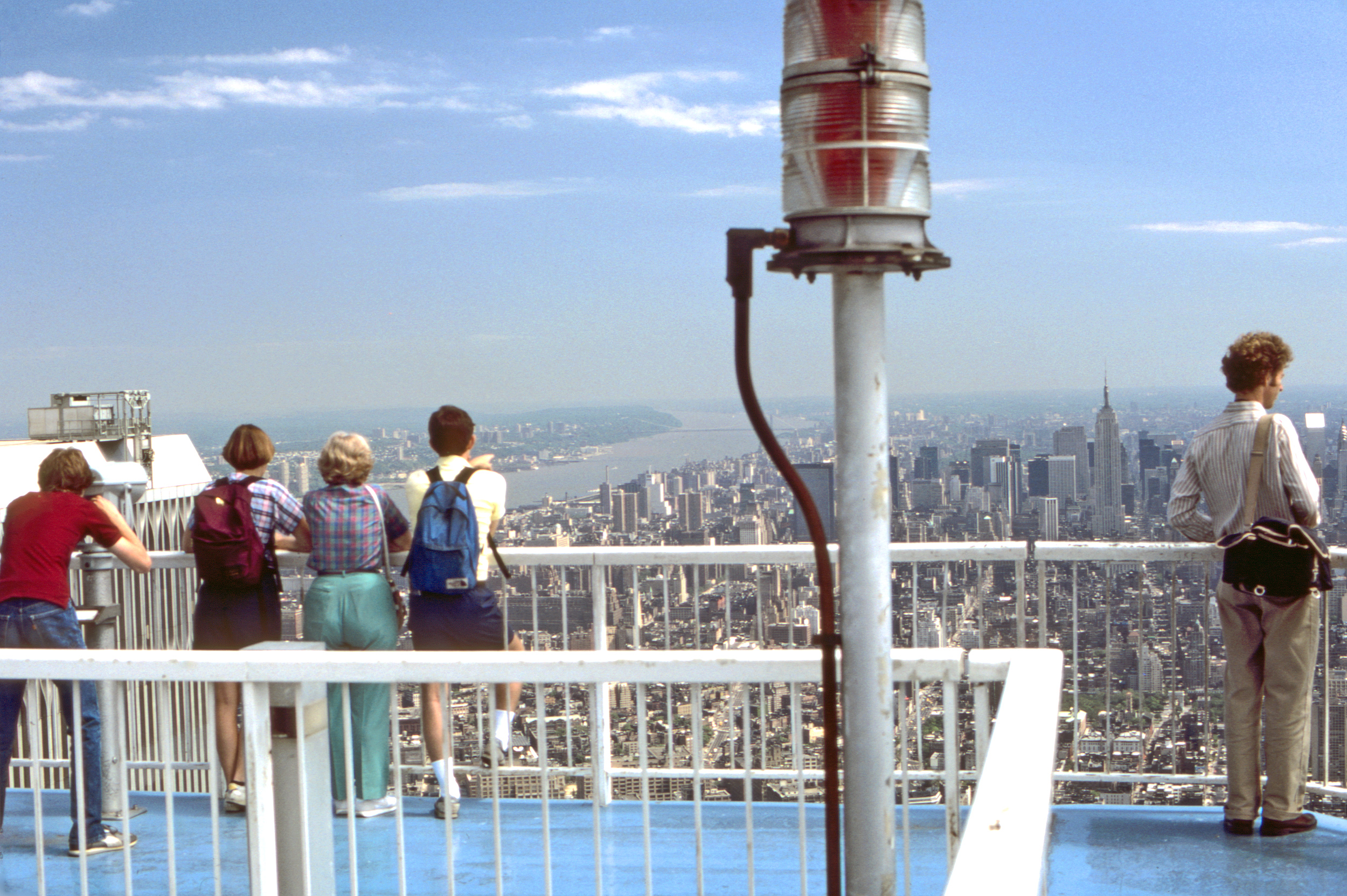
2 세계 무역 센터(남쪽 타워)의 전망대는 수많은 관광객이 다녀왔다. 멀리 스카이라인에 미드타운 맨해튼이 보인다.

세계 무역 센터 공간의 대부분은 대중에게 접근 금지되어 있었지만, 남쪽 타워의 꼭대기인 107층과 110층에 있던 실내/외 세계 무역 센터 전망대에는 일반인이 가서 볼 수 있었다. 1993년 세계 무역 센터 폭탄 테러 이후 전망대를 방문할려는 사람은 보안 검사를 받아야 했으며, 그 후 400m 높이에 있던 107층 실내 전망대에 들어갈 수 있었다. 빌딩 각 면의 기둥은 유리를 통해 전망을 볼 수 있도록 약 71cm 수준으로 축소되었다. 항만공사는 1995년 전망대를 개조하여 오그덴 엔터테인먼트가 운영하도록 임대했다. 전망대에 있던 또 다른 명소로는 도시 주변에서 헬리콥터를 타고 둘러보는 시뮬레이터가 있었다. 107층에 있던 푸드코트는 지하철 객차 디자인으로 스바로와 네이선스 페이머스가 입점했다. 맑은 날에는 2개의 짧은 에스컬레이터를 타고 107층 실내 전망대에서 420m 높이 지점의 110층 야외 전망대로 갈 수 있었다. 맑은 날에는 전망대에서 약 80km 지점까지 볼 수 있었다. 전망대를 설치하면서 지붕 자체에 자살 방지용 철망을 달았으며, 전망대 그 자체에는 단순 난간만 있어 엠파이어 스테이트 빌딩과는 달리 탁 트인 전망을 볼 수 있었다.

#### 윈도스 온 더 월드 레스토랑
북쪽 타워의 106층과 107층에 자리잡은 윈도스 온 더 월드라는 이름의 레스토랑은 1976년 4월 개업했다. 이 레스토랑은 조 바움이 약 1700만 달러 이상을 들여 건설했다. 메인 레스토랑 외에도 북쪽 타워 꼭대기 부근에 2개의 분점 레스토랑이 있었다. 하나는 낮에는 덴마크 스모가스보드를 팔고 밤에는 스시를 파는 "Hors d'Oeuvrerie" 레스토랑이고, 다른 하나는 "Cellar in the Sky"라는 이름의 소규모 와인 바이다. 윈도스 온 더 월드는 케빈 즈랄리가 맡은 와인 스쿨 프로그램을 운영했다. 윈도스 온 더 월드 레스토랑은 1993년 세계 무역 센터 폭탄 테러가 일어난 이후 폐쇄되었다. 1996년 재개장하면서 Hors d'Oeuvrerie와 Cellar in the Sky는 "그레이스트 온 더 어스"와 "와일드 블루"로 바꾸었다. 2000년 말에는 윈도스 온 더 월드가 한해 3700만 달러의 이익을 내면서 미국에서 가장 높은 수익률을 달성한 레스토랑이 되었다.

### 어스틴 J. 토빈 광장

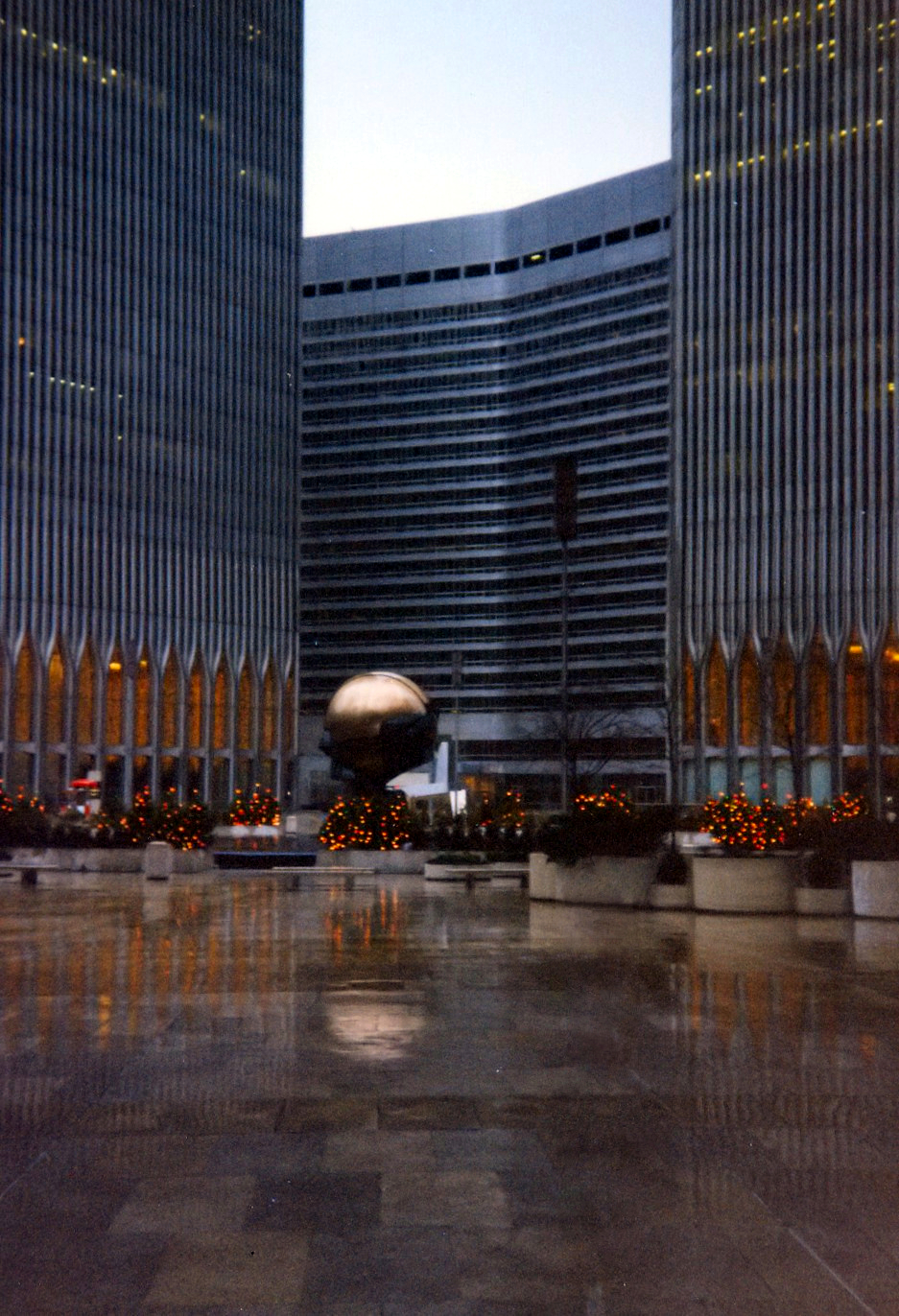
서쪽 메리어트 호텔을 향해 바라본 어스틴 J. 토빈 광장. 중앙에 구 모양 조형물이 있으며 뒤 너머로 쌍둥이 빌딩 사이에 있는 제3 세계무역센터 호텔 건물이 보인다.

구 세계 무역 센터에는 쌍둥이 빌딩을 포함한 복합단지 내 모든 건물이 둘러싸고 있는 5 에어커(약 2 ha) 넓이의 거대한 광장이 있었다. 1982년 쌍둥이 빌딩 사이에 있는 거대한 광장은 구 세계 무역 센터의 건립을 허가한 사람인 항만공사 회장 고 어스틴 J. 토빈의 이름을 따서 붙여졌다. 하계에는 항만공사가 토빈 광장 안에 북쪽 타워를 배경으로 하는 이동식 무대를 지어 공연자가 공연할 수 있도록 시설을 갖추었다. 공연장 배치가 독특한 것은 광장 중앙에 쪼개진 구 모양의 조형물을 설치해 약 6천명의 관객만 입장이 가능했기 때문이었다. 오랜 기간 광장은 거대한 쌍둥이 빌딩 사이에서 발생하는 벤추리 미터 효과 때문에 지상에서 매우 강한 바람이 불었다. 어떤 돌풍은 너무 강해서 보행자들이 밧줄을 잡고 이동해야 할 정도였다. 1999년 1,200만 달러 어치의 보수공사를 마친 후 야외 광장이 다시 문을 열었다. 여기에는 대리석 바닥재를 회색과 분홍색 화강암 돌로 교체하는 작업에 새로운 의자, 화분, 새 레스토랑, 푸드 키오스크와 야외 식당 공간을 추가하는 작업이 포함되었다.

### 다른 빌딩들

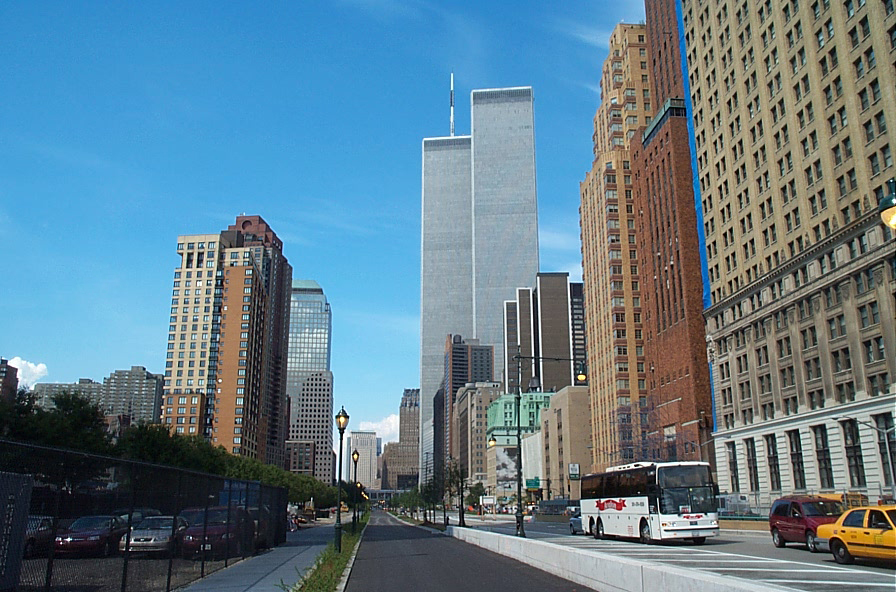
2001년 7월, 웨스트 사이드 고속도로에서 바라본 세계 무역 센터의 전경.

5개의 작은 빌딩들은 65,000 m² 면적의 블록을 차지했다. 그 중 하나는 세계 무역 센터 부지 남서쪽에 위치한 22층짜리 3 월드 트레이드 센터로 1981년 개장 당시에는 비스타 호텔이 운영했다 1995년 메리어트 호텔이 운영했다. 4WTC, 5WTC, 6WTC 이 3개 저층건물은 같은 튜브 디자인으로 건축한 건물로 광장 주변에 있었다. 북서쪽에 위치한 6 월드 트레이드 센터에는 미국 관세 및 국경보호청, 미국 증권거래소 등이 입주했다. 북동쪽에는 5 월드 트레이드 센터가 있었으며, 남동쪽에는 4 월드 트레이드 센터와 PATH 세계무역센터 지하철역이 있었다. 1987년에는 세계 무역 센터 부지 북쪽 건너편에 47층짜리 7 세계 무역 센터가 개장했다. 세계 무역 센터 부지 아래에는 월드 트레이드 센터 몰이 있었으며, 이곳에는 쇼핑몰 뿐 아니라 뉴욕 지하철, 맨해튼과 뉴저지를 오가는 PATH 등 다양한 대중 교통 환승 시설이 있었다.
세계 무역 센터 지하에는 상업 은행 그룹이 소유한 세계 최대의 금 저장소가 있었다. 1993년 폭탄 테러는 이 저장소 가까이에서 폭발했다. 9.11 테러 7주 후, 4WTC 지하의 저장소에서 100트로이온스 24캐럿 금괴 3,800개, 1,000온스 은괴 30,000개 등 총 2억 3000만 달러 규모의 귀금속을 회수했다.

## 주요 사건

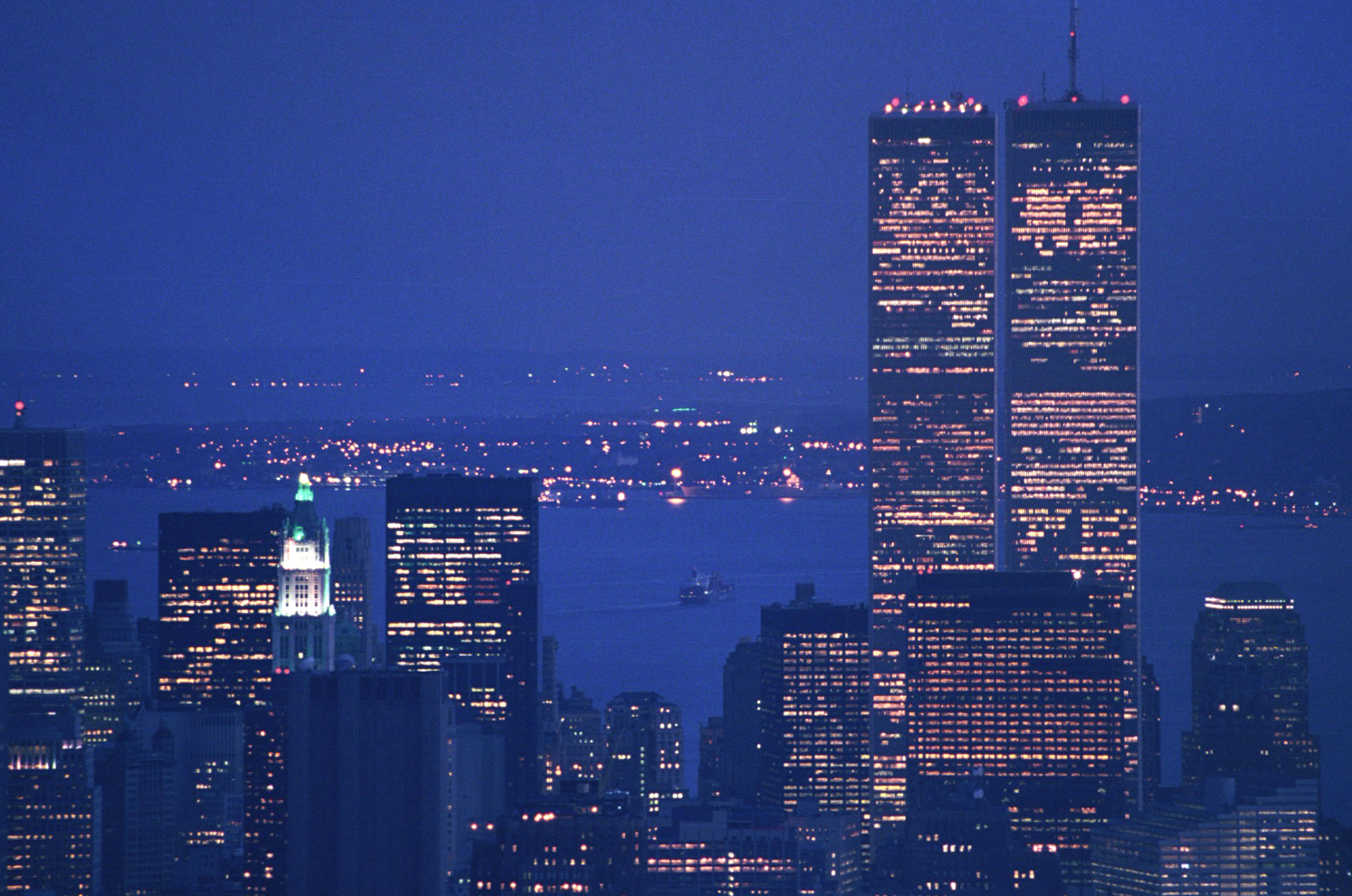
2001년 5월, 엠파이어 스테이트 빌딩에서 촬영한 세계 무역 센터의 야경.

### 1975년 2월 13일 화재
1975년 2월 13일, 북쪽 타워 11층에서 대형 화재가 발생했다. 이 화재에 뉴욕 소방국은 3등급 경계령을 내렸다. 이 화재는 수직으로 세워진 점검용 통로 안에 있는 전화선에 불이 옮겨붙으며 9층에서 14층 사이로 퍼졌다. 화재가 발생한 곳에서 가장 멀리 떨어진 곳은 거의 즉시 진압에 성공했고, 화재원에 발생한 화재도 수 시간 만에 진압에 성공했다. 화재 피해의 대부분은 종이가 가득찬 캐비냇, 사무기기를 위한 알콜계 액체, 기타 사무기기와 같은 화재 연료가 가득찬 11층에 발생했다. 내화재가 강철을 보호하여 건물의 구조적인 손상은 발생하지 않았다. 화재로 인해 직접적으로 9층에서 14층 사이가 피해를 입었고, 진화 과정에서 사용한 물이 그 밑 몇개 층에 피해를 주었다. 그 당시 세계 무역 센터에는 스프링클러 설비가 없었다.

### 1993년 2월 26일 폭탄 테러

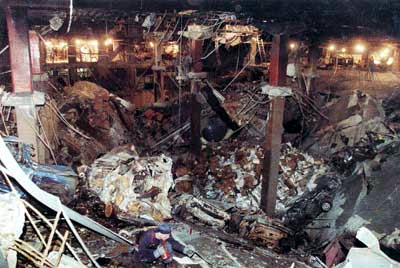
폭탄 테러 이후 파괴된 지하.

1993년 2월 26일 오후 12시 17분, 세계 무역 센터에서 최초의 테러가 발생했다. 테러범인 람지 유세프가 폭발물 680 kg이 든 트럭을 북쪽 타워 지하주차장에서 폭발시켰다. 이 폭발로 5개 층에 가로세로 30m 크기의 거대한 구멍이 나 지하 1층과 지하 2층은 큰 피해를 입었고, 지하 3층도 상당한 구조적 손상을 입었다. 이 테러로 6명이 사망하였고, 93층 넘게 연기가 퍼지면서 복잡한 건물에서 탈출하려던 중 1,042명이 부상을 입었다. 북쪽 타워에 있는 많은 사람들은 비상 조명도 켜지지 않은 어두운 계단을 2시간이나 넘게 걸어 내려가서 탈출해야 했다.
유세프는 폭탄 테러 이후 파키스탄으로 도주했으나 1995년 2월 이슬라마바드에서 체포되었고 재판을 위해 미국으로 넘겨졌다. 셰이크 오마르 압델 라흐만은 1996년 이 폭탄 테러 및 다른 테러에 가담한 혐의로 유죄 판결을 받았다. 유세프와 에야드 이스모일은 1997년 11월 테러 혐의로 유죄 판결을 받았다. 이 테러에 가담한 다른 4명 또한 1994년 5월 유죄 판결을 받았다. 재판장에 따르면, 테러범의 공격 목표는 북쪽 타워를 무너뜨러 남쪽 타워와 부딪치게 해 완전히 붕괴시킬 생각이었다고 한다.
폭탄 테러로 인해 바닥이 날라가고 기둥에 손상을 입어 복구 공사가 필요했다. 슬러리 월은 폭발로 인해 밀려나 붕괴 위험이 있었고, 반대쪽에서 가하는 허드슨강에서 유입되는 지하수의 압력으로 슬러리 월과 바닥 석재가 손상을 입었다. 세계 무역 센터 최하층인 지하 5층에 있던 중앙 냉방공조기도 테러로 심한 손상을 입었다. 테러 이후 항만공사는 계단에 광 발광 안내표시를 그렸다. 원래 시스템에서 중요 배선 및 신호기가 파괴되어, 복합단지 전체의 화재 경보 시스템의 교체 공사를 했다. 폭탄 테러 피해자들을 추모하기 위해 테러 사망자의 이름이 있는 반사못을 설치했다. 이 추모 시설은 9.11 테러로 파괴되었다. 이후 1993년 폭탄 테러 사망자의 명단은 국립 9·11 테러 메모리얼 & 박물관에 올라가게 되었다.

### 1998년 1월 14일 강도 사건
1998년 1월 14일, 세계 무역 센터의 유지보수용 접근권을 얻은 마피아 멤버 랄프 구아리노는 북쪽 타워 11층에서 운반중인 2백만 달러 가까이를 그물로 낚아 채 절도했다.

### 기타 사건
프랑스의 고층 외줄타기사이자 곡예사인 필리프 프티는 1974년 세계무역센터의 쌍둥이 빌딩 사이를 외줄타기했다. 이 실화는 2008년 다큐멘터리 영화 맨 온 와이어로 만들어졌다.(p. 219) 프티는 활에 줄을 묶어 날리는 방법으로 두 빌딩 사이에 강철 케이블 8개를 이어서 건너갔다.
브루클린의 장난감 제작가 조지 윌링은 1977년 남쪽 타워를 축소한 모형을 만들었다. 1983년 미국 메모리얼 데이에는 댄 굿윈은 고층 소방 및 구조 활동을 지원하기 위해 세계 무역 센터 북쪽 타워를 등반했다. 그의 이 등반 묘기는 고층 건물에 갇힌 사람들을 구출할 방법이 실질적으로 없다는 것을 환기하였다.
1995년에는 남쪽 건물 107층에 1995년 클래식 세계 체스 선수권 대회가 열렸다.

## 건물 임대
1998년, 항만공사는 세계 무역 센터를 민영화하기로 했다. 2001년에는 세계 무역 센터를 민영 기업에 임대하기로 결정했다. 보르나도 부동산 신탁에서 나온 건물의 임대 입찰에 브룩필드 오피스 부동산과 보스턴 부동산의 연합과 실버슈타인 부동산과 웨스트필드 그룹의 연합이 참여했다. 세계 무역 센터의 민영화를 통해 도시의 세수를 늘릴 수 있고 항만공사가 진행하는 다른 프로젝트에 필요한 자금을 모을 수 있었다. 2001년 2월 15일 항만공사는 보르나도 부동산 신탁이 세계 무역 센터를 99년간 325만달러에 임대하기로 했다. 처음에 보르나도 부동산 신탁은 600만 달러, 실버슈타인 부동산은 322만 달러를 내어 보르나도 회사가 승리했다. 그러나, 보르나도 신탁은 마지막 순간 임대기간을 39년으로 줄이는 등 거래 조건을 바꾸면서 항만공사가 입찰 취로를 생각했다. 보르나도가 입찰을 포기하면서 2001년 4월 26일 실버슈타인 부동산이 세계 무역 센터를 임대하는 데 성공했다. 최종 계약 승인은 2001년 7월 24일 이루어졌다.

## 붕괴

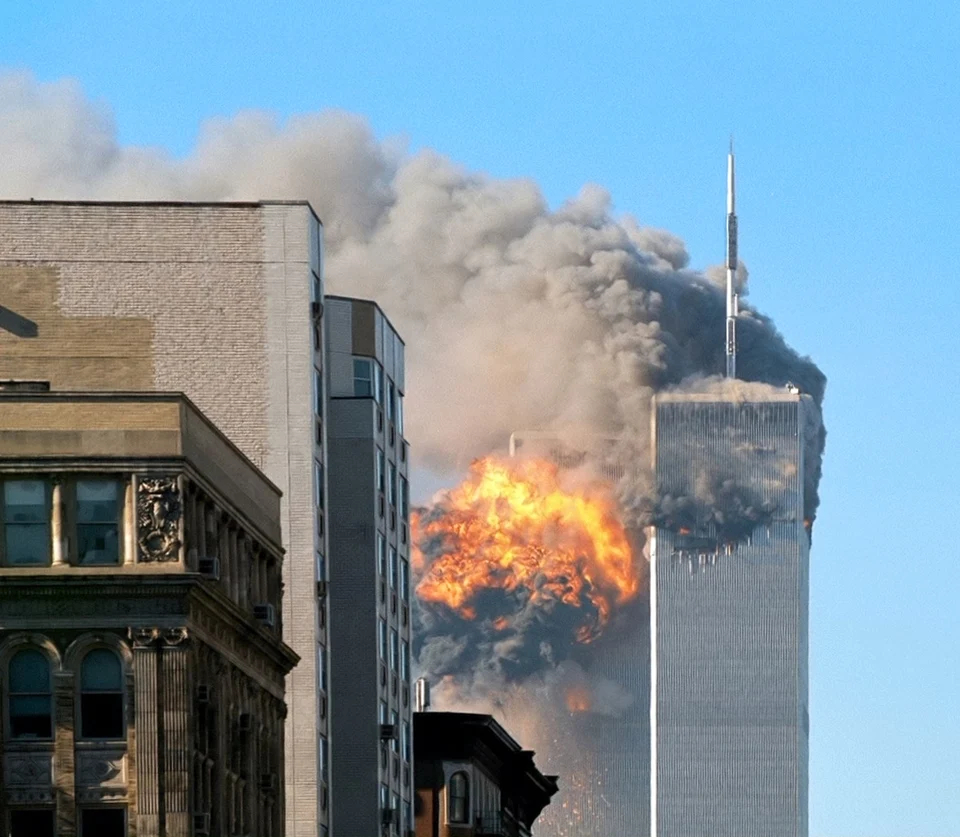
유나이티드 항공 175편이 남쪽 타워에 충돌한 직후 화염이 올라가는 모습을 촬영한 사진.

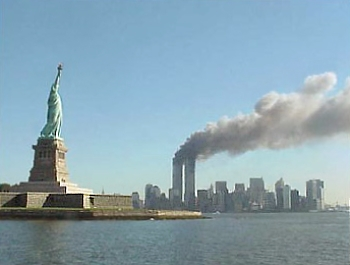
포그라운드에서 촬영한 자유의 여신상과 불타는 세계 무역 센터.

2001년 9월 11일, 이슬람주의 테러리스트가 아메리칸 항공 11편을 하이재킹하여 오전 8시 46분 40초 북쪽 타워의 북쪽 면 93층~99층 사이에 충돌했다. 17분 후인 9시 3분 11초, 역시 테러리스트에게 하이재킹당한 유나이티드 항공 175편이 남쪽 타워의 남쪽 면 77층~85층 사이에 충돌했다. 11편이 북쪽 타워에 충돌한 충격으로 인해 항공기가 충돌한 층의 윗층에서는 빠져나올 방법이 없어져 1,344명이 갇혔다. 175편은 11편보다는 중앙에서 훨씬 떨어진 곳에 부딪쳐 A 계단이라는 단 1개의 계단이 파괴되지 않아 이를 통해 충돌부 윗층의 사람들이 빠져나갈 수 있었다. 그러나, 남쪽 빌딩이 무너지기 전까지 단지 몇사람만 이 계단을 통해 탈출할 수 있었다. 남쪽 타워에서는 북쪽 타워보다 더 낮은 층에 충돌했지만 북쪽 타워에서보다 적은 700명만이 충돌 직후 사망하거나 위에서 갇혔다.
화재 발생 56분이 지난 오전 9시 59분, 남쪽 타워가 붕괴했다. 충돌로 발생한 화재로 이미 비행기가 부딪혀 약해진 철골 기둥을 무너뜨려 붕괴시켰다. 화재 102분 후인 오전 10시 28분에는 북쪽 타워도 붕괴했다. 오후 5시 20분에는 7 세계 무역 센터의 동쪽 펜트하우스 부분이 붕괴되기 시작하였고, 5시 21분에 완전히 붕괴되었다. 이 빌딩은 통제 불가능한 화재로 구조적 문제가 발생해 붕괴했다.
메리어트 월드 트레이드 센터는 두 빌딩이 붕괴하면서 같이 붕괴되었다. 세계 무역 센터 광장에 있는 4, 5, 6WTC는 파편으로 광범위한 손상을 입었다. 세계 무역 센터 복합단지의 리버티 가 건너편에 위치한 도이체방크 빌딩은 내부에 유독성 물질로 가득 차버렸다. 결국 2011년 초까지 건물을 해체했다. 또, 30 웨스트 브로드웨이에 위치한 맨해튼 커뮤니티 칼리지 자치구의 피트먼 홀도 파편에 맞아 광범위한 손상을 입고 결국 건물을 해체했다.
테러 직후, 미디어에서는 쌍둥이 빌딩 내부에 5만명 이상이 있었으며 빌딩 붕괴로 대략 수만명이 사망했을 것이라고 예측했다. 최종적으로, 납치범을 제외하고 9.11 테러로 뉴욕에서 2,753명이 사망했다. 이 수치는 2007년 5월에 공식적으로 9.11 테러 사망자로 인정된, 세계 무역 센터가 붕괴하고 방출한 먼지로 인한 폐질환으로 5달 후에 사망한 던 존스도 포함되어 있다. 또한, 도시 검시관 사무실을 통하여 공식 피해자에 3명이 더 추가되었다. 그 3명은 공격 전날 마지막으로 목격된 스네하 앤 필립, 2008년 쌍둥이 빌딩의 붕괴로 나온 먼지를 들이마셔 생긴 림프종으로 사망한 레온 헤이워드, 먼지를 들이마셔 2010년 12월 유육종증으로 사망하고 2011년 6월 피해자로 인정받은 제리 보르그가 있다. 세계 무역 센터 북쪽 타워 101층~105층에 사무실이 있던 투자은행 샌터 피치제럴드에서는 658명이 사망하면서 가장 많은 직원을 잃었고, 샌터 피치제럴드 바로 아래인 93층~101층, 11편이 부딪친 곳에 사무실이 있던 마시 & 매클레넌 컴퍼니스에서는 직원 295명이 사망하고, 에이온 회사에서는 직원 175명이 사망했다. 이 외에도 뉴욕 소방관 343명, 뉴욕 뉴저지 항만공사 경찰국 직원 37명, 뉴욕 시 경찰 23명이 사망했다. 테러 10년 후인 2011년, 테러로 인한 공식적인 총 사망자 중 1,629명의 신원이 확인되었다. 붕괴될 때 쌍둥이 빌딩 안에 있었던 모든 사람들 중 단 20명만이 살아남았다.

## 신세계무역센터
붕괴 이후, 수년 동안 세계 무역 센터의 재건에 대해 많은 계획이 나왔다. 2001년 11월 재건 과정 감독을 위해 세워진 로어맨해튼 개발 공사(LMDC)는 부지 계획과 추모관 디자인에 대한 공모전을 열었다. 마스터 플랜으로 다니엘 리베스킨트의 메모리 재단이 당선되었으나, 이 디자인은 실질적으로 완전히 바뀌었다.
이 부지에 최초로 지어진 건물은 7 월드 트레이드 센터로 2006년 5월 완공했다. 국립 9·11 테러 메모리얼 & 박물관은 2011년 9월 11일 완공했으며 2014년 5월 개장했다. 원 월드 트레이드 센터는 2014년 11월 3일 개장했다. 포 월드 트레이드 센터는 2013년 11월 13일 개장했다. 스리 월드 트레이드 센터는 건설중이며 2018년 완공 예정이다. 2013년 11월 기준 투 월드 트레이드 센터는 실버슈타인 부동산에 따르면 건설할 재정이 마련될 정도로 충분한 임대 수요가 나올 때까지 건설은 시작하지 않을 것이라고 한다. 2015년 여름, 실버슈타인 부동산은 뉴스 코퍼레이션을 핵심 임차자로 한 투 월드 트레이드 센터의 건설 계획을 밝혔다. 브랄케 잉겔스의 디자인인 이 건물은 2020년 완공 예정이다. 파이브 월드 트레이드 센터는 항만공사를 중심으로 건설할 계획이나 2014년 2월 기준 건설 계획은 잡혀 있지 않다.

## 연표

### 건설 전
- 1939년 뉴욕 뉴저지 항만청이 세계무역센터를 처음 언급, 구상을 시작한다.
- 1959년 항만청은 세계무역센터 건설계획을 수립한다.
- 1964년 건축가 미노루 야마사키가 구상한 설계안이 채택되다.

### 건설
- 1966년 8월 25일, 세계무역센터 총 착공일. 부지 내 건물들이 모두 철거된다.
- 1968년 세계무역센터 1동이 착공된다.
- 1969년 2동이 착공된다.
- 1970년 5, 6동이 착공된다.
- 1970년 12월 15일 입주가 시작되다.
- 1970년 12월 23일 1동이 완공됨과 동시에 세계에서 가장 높은 빌딩이 되었다.
- 1971년 7월 19일 2동이 완공되었다.
- 1973년 시어스 타워(현 윌리스 타워)가 세계에서 가장 높은 빌딩이 되었다.
- 1973년 4월 4일 개장식이 1동 로비에서 열렸다.
- 1974년 필리페 페티라는 곡예사가 1동과 2동 사이에서 외줄타기를 하다 경찰에 연행되었다.
- 1975년 2월 13일 1동에서 화재가 일어났다.
- 1975년 5, 6동이 완공되었다.
- 1975년 4동이 착공되었다.
- 1977년 4동이 완공되었다.
- 1978년 호텔로 사용하게 될 3동 착공이 회의를 거쳐 결정되다.
- 1979년 3동이 착공되었다.
- 1979년~1980년 1동에 방송용 안테나가 설치되다.
- 1980년 1월 15일 4동 7층에서 화재가 발생하였다.
- 1981년 7월 1일 3동이 완공, 비스타 인터네셔널이 호텔 사업자로 낙찰되어 개장하였다.
- 1983년 7동이 착공되었다.
- 1987년 7동이 완공되었다.

### 완공 이후
- 1993년 2월 26일 알카에다에 의해 테러가 일어나다. (1993년 세계 무역 센터 폭탄 테러). 이 사고로 태아 포함 7명이 사망했다.
- 1994년 세계무역센터가 보강을 끝내고 재개장하다.
- 1994년 1, 2동에 FCD (Fire Commend Desk, 화재본부)가 설치되다.
- 1995년 비스타 인터네셔널이 메리어트 호텔에 3동을 매각하다.
- 1998년 항만청이 세계무역센터 민영화를 공시하다.
- 2001년 7월 래리 실버스테인이 WTC를 99년간 장기 임차하여 민영화되었다.
- 2001년 8월 폭탄이 설치되었다는 협박 전화가 걸려와 경찰들이 배치되었지만 이를 거짓임을 안 경찰이 철수하였다. 이것은 9.11 테러 직전에 벌어졌기에 음모론의 원인 중 하나가 되기도 했다.
- 2001년 9월 11일 알카에다가 일으킨 9.11 테러로 인해 모든 동이 파괴되고 로어 맨헤튼 시내가 초토화되었다.
- 2001년 말~2002년 초 4, 5, 6동이 완전 철거되고, 잔해가 청소되다.

## 같이 보기
- 7 월드 트레이드 센터
- 가이 토졸리

## 참고 문헌
- Darton, Eric (1999년). 《Divided We Stand: A Biography of New York's World Trade Center》. Basic Books. ISBN 0-465-01727-4.
- Fanella, David A., Arnaldo T. Derecho, S.K. Ghosh (2005년 9월). 《Design and Construction of Structural Systems (NCSTAR 1-1A)》 (PDF). Final Report on the Collapse of the World Trade Center Towers. National Institute of Standards and Technology (NIST).
- Gillespie, Angus K. (1999년). 《Twin Towers: The Life of New York City's World Trade Center》. Rutgers University Press. ISBN 0-8135-2742-2.
- Glanz, James and Eric Lipton (2003년). 《City in the Sky》. Times Books. ISBN 0-8050-7428-7.
- Greenspan, Elizabeth (2013). Battle for Ground Zero: Inside the Political Struggle to Rebuild the World Trade Center. New York: Palgrave Macmillan.
- Lew, H.S., Richard W. Bukowski, Nicholas J. Carino (September 2005). 《Design, Construction, and Maintenance of Structural and Life Safety Systems (NCSTAR 1-1)》 (PDF). Final Reports of the Federal Building and Fire Investigation of the World Trade Center Disaster. National Institute of Standards and Technology (NIST).
- Reeve, Simon (1999년). 《The New Jackals: Ramzi Yousef, Osama bin Laden and the Future of Terrorism》. Northeastern University Press. ISBN 1-55553-509-7.
- Ruchelman, Leonard I. (1977년). 《The World Trade Center: Politics and Policies of Skyscraper Development》. Syracuse University Press. ISBN 0-8156-2180-9.
- National Construction Safety Team (2005년 9월). 《Federal Building and Fire Safety Investigation of the World Trade Center Disaster (NCSTAR 1–6)》 (PDF). Structural Fire Response and Probable Collapse Sequence of the World Trade Center Towers. National Institute of Standards and Technology (NIST).
- “World Trade Center Building Performance Study”. Federal Emergency Management Agency. 2002년 5월. 2010년 9월 18일에 원본 문서에서 보존된 문서. 2011년 6월 9일에 확인함.